# Pragborgen

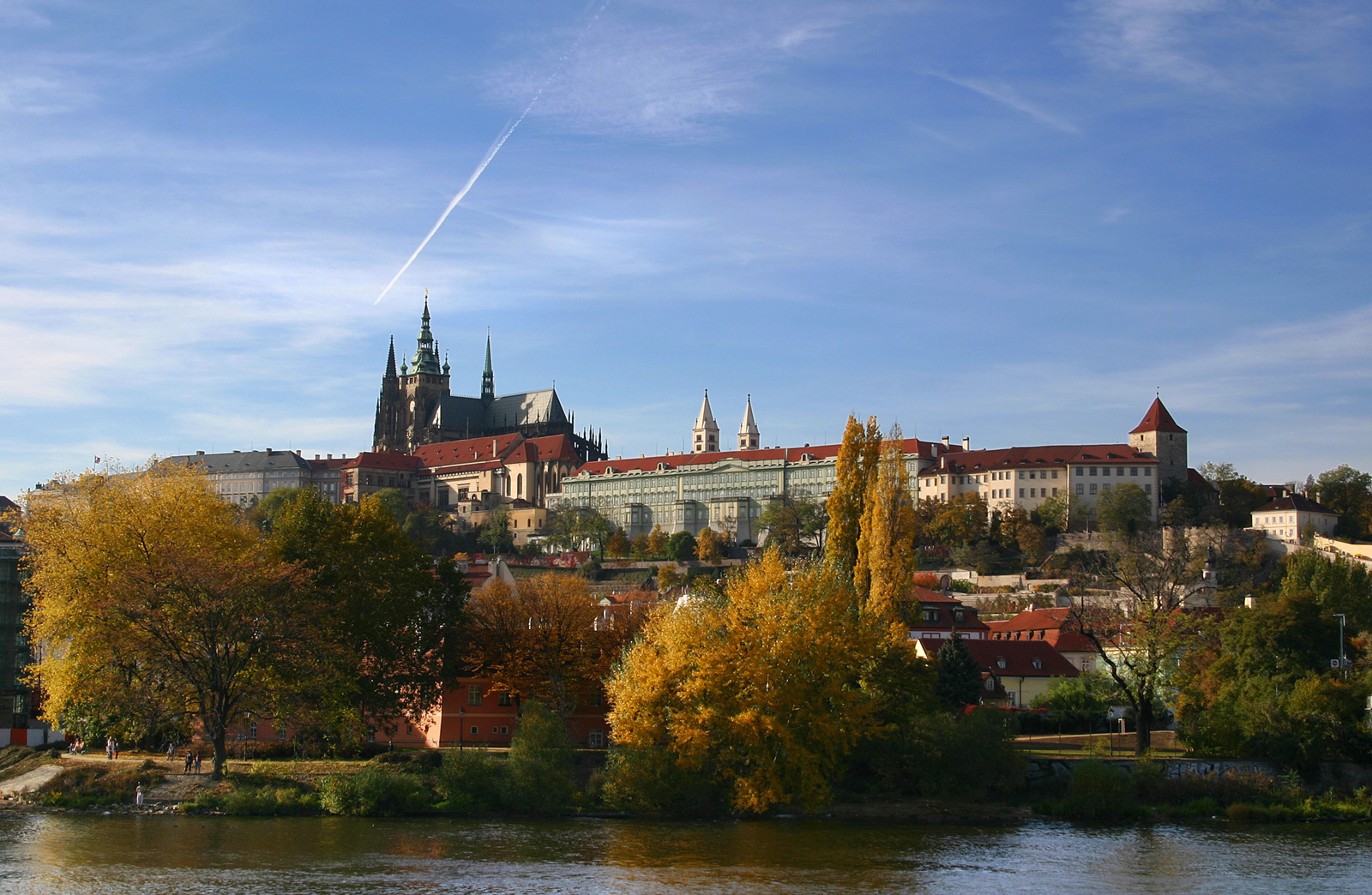
Pragborgen.

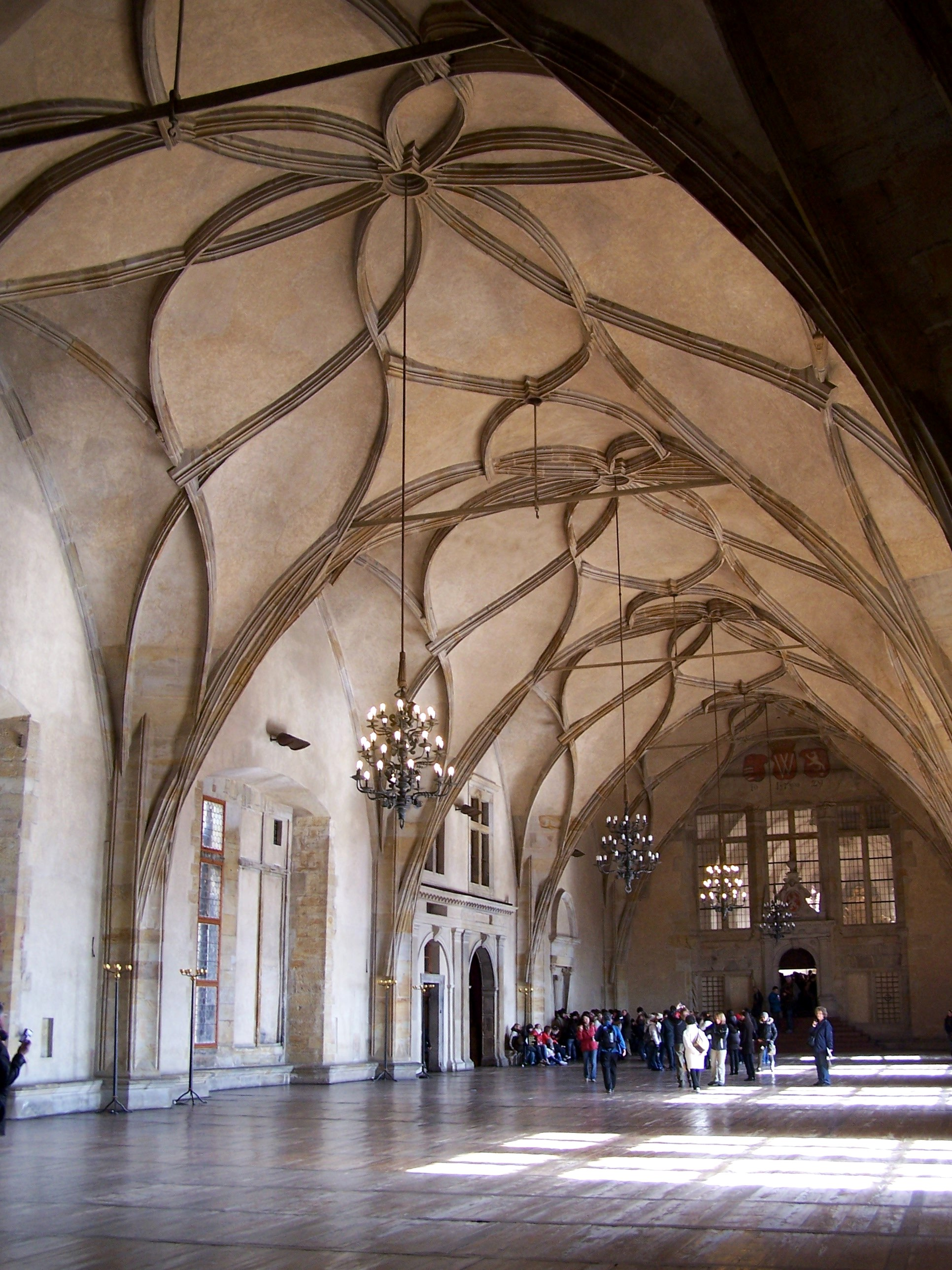
Vladislavsalen.

Vituskatedralen.

Pragborgen (tjeckiska: Pražský hrad) är ett befäst slott i Prag där kungarna av Böhmen, de tysk-romerska kejsarna och Tjeckoslovakiens och Tjeckiens presidenter har och har haft sitt residens. Det står på en markerad åsrygg på västsidan av floden Moldau (Vltava) i stadsdelen Hradčany. 
Slottet ska enligt Guinness rekordbok vara det största historiska slottet, 570 meter långt och i genomsnitt 130 meter brett.

## Historia
Slottets historia sträcker sig tillbaka till cirka 870 då högplatån befästes av furst Bořivoj I, och han lät bygga en kyrka, Vår Frus kyrka, inne på området. I början av 900-talet uppfördes ytterligare två kyrkor, Sankt Georg och Sankt Vitus. Vid Georgskyrkan kom det första tjeckiska klostret att ligga. På 1100-talet byggdes ett slott i romansk stil, som blev väsentligt ombyggd till gotisk stil på 1300-talet av kejsar Karl IV. Han förstärkte också befästningsanläggningarna och lät ersätta Vituskyrkan med den gotiska katedralen Vituskatedralen, som färdigställdes först nästan sex århundraden senare.
Under husitkrigen var slottet obebott. År 1485 begynte kung Vladislav II att återuppbygga och restaurera slottet. Då byggdes också en gedigen festsal som fortfarande finns kvar och i dag kallas Vladislavsalen. Vidare uppfördes flera försvarstorn på nordsidan av fästningsanläggningarna. Slottet raserades delvis av en stor brand 1541, och ersattes under habsburgarnas styre av renässansbyggnader. Ferdinand I byggde ett sommarpalats till sin drottning Anna, kallat Belvedere, norr om slottet, och en stor trädgårdsanläggning i anknytning till detta. Rudolf II hade slottet som sitt huvudresidens. Han lät bygga till en nordflygel med bland annat Spanska salen för sin konstsamling.
År 1618 kastade rasande tjeckiska, protestantiska adelsmän ut de katolska ståthållarna samt deras sekreterare genom ett fönster på slottet (andra defenestrationen i Prag), en begivenhet som inledde det böhmiska upproret, som blev upptakten till trettioåriga kriget. Under det blev slottet ödelagt och plundrat vid flera tillfällen. Bland annat blev stora delar av Rudolf II:s konstsamling beslagtagna av den svenska hären och skickade till Stockholm 1648. Den sista större nybyggnationen skedde under drottning Maria Teresia i slutet av 1700-talet.
År 1918 blev slottet säte för Tjeckoslovakiens president Tomáš Garrigue Masaryk, och slottet och trädgårdsanläggningarna restaurerades under ledning av den slovenske arkitekten Jože Plečnik. Under ockupationstiden efter 1938 var slottet residens för den nazityske ställföreträdande riksprotektorn Reinhard Heydrich. Efter befrielsen från den tyska ockupationen inrymdes regeringskansliet i slottet. Efter sammetsrevolutionen 1989–1990 blev Pragborgen åter säte för en demokratiskt vald president, Václav Havel.

## Slottet i dag
I dag är slottet en av de främsta turistattraktionerna i Prag, och kan uppvisa byggnader i nästan alla stilarter från det förra årtusendet. Huvudingången finns på västsidan vid slottsplatsen (Hradčanské náměstí) och leder in till första borggården. Denna efterföljs av de andra och tredje borggårdarna. I andra borggården finns borggalleriet, med bland annat resterna av Rudolf II:s konstsamling.
Vituskatedralen, Prags domkyrka, är centralt placerad på den innersta (tredje) borggården. I kyrkans Sankt Wenzel-kapell bevaras de böhmiska kronjuvelerna, som bara tas fram vid särskilda tillfällen. I kryptan vilar bland annat flera tysk-romerska kejsare, de mest kända är Karl IV och Rudolf II. Det gamla slottet ligger sydöst om kyrkan; där kan man se den gamla Vladislavsalen. Öster om katedralen står Georgskyrkan, där bland annat konserter anordnas, och i det intilliggande klostret finns en avdelning av det tjeckiska nationalgalleriet. Öster om kyrkan ligger Gyllene gatan (Zlatá ulička) med småhus intill borgmurens insida. Dessa byggdes ursprungligen av borgens gevärsskyttar och nyttjades senare av diverse hantverkare med flera, däribland alkemister – därav gatans namn. Norr om slottet, på andra sidan av en djup, delvis konstgjord dal, finns sommarslottet Belvedere och stora kungliga trädgårdar.